# Discographie de Paul Motian
Cette page décrit la discographie de Paul Motian, batteur de jazz.

## Années 1950
| Année      | Titre                                | Artiste principal                  | Musiciens | Enregistrement                                                                                | Label                               |
| ---------- | ------------------------------------ | ---------------------------------- | --- | --------------------------------------------------------------------------------------------- | ----------------------------------- |
| 1955       | Jerry Wald And His Orchestra         | Jerry Wald                         | Jerry Wald (cl, cond), Eddie Costa ? (vib), Bill Evans (p), Unknow (g), Unknow (b), Paul Motian (dm), Unidentified Strings | New York, 1955                                                                                | Kapp K 212X                         |
| 1956       | The Jazz Workshop                    | George Russell                     | George Russell (comp) ; Hal McKusick (as) ; Art Farmer (tp) ; Bill Evans (p) ; Barry Galbraith (g) ; Milt Hinton, Teddy Kotick (b), Joe Harris, Osie Johnson, Paul Motian (dm) | New York, 31 mars, 17 octobre et 21 décembre 1956                                             | BMG – 74321591442                   |
| 1956       | New Jazz Conceptions                 | Bill Evans                         | Bill Evans (p), Teddy Kotick (b), Paul Motian (dm) | New York, 18 et 27 septembre 1956                                                             | Original Jazz Classic - OJCCD-025-2 |
| 1956       | The Complete Tony Scott              | Tony Scott and his orchestra       | Tony Scott (cl), Clark Terry, Jimmy Nottingham, John Carisi, Thad Jones (tr), Danny Bank, Frank Wess, Gigi Gryce, Sahib Shihab, Zoot Sims (s), Benny Powell, Henry Coker, Quentin Jackson, Sonny Truitt (tb), Bill Evans (p), Freddie Green (g), Milt Hinton (b), Osie Johnson, Paul Motian (dm) | New York, 13 décembre 1956                                                                    | RCA Victor - RCA42132-2             |
| 1956, 1957 | Live 1956 & 1957                     | Shelly Manne, Stan Getz, Zoot Sims | Stan Getz Quartet (1) : Stan Getz (ts), Mose Allison (p), Willie Stump Junior, Jug Taylor (b), Frank Isola, Paul Motian (d) Shelly Manne Quintet : Stu Williamson (tr), Charlie Mariano (as), Russ Freeman (p), Leroy Vinnegar (b), Shelly Manne (dm) Stan Getz Quartet (2) : Stan Getz (ts), Dick Katz (p), Oscar Pettiford (b), Shelly Manne (dms) Zoot Sims Quartet : Zoot Sims (ts, as), Bill Triglia (p), Nelson Boyd (b), Charlie Blackwell (dms) | Pennsauken, New Jersey, 22 décembre 1956, 16 février et 18 mai 1957 ; New York, 12 avril 1956 | Jazz Band Records – EBCD 2124-2     |
| 1957       | Eddie Costa Quintet                  | Eddie Costa                        | Eddie Costa (p, vib), Phil Woods (as, p), Art Farmer (tp), Teddy Kotick (b), Paul Motian (dm) | New York, 13 juillet 1957                                                                     | Mode 35220-28                       |
| 1957       | Trio And Quartet                     | Joe Puma                           | Joe Puma (g), Bill Evans (p), Oscar Pettiford (b), Paul Motian (dm) | New York, été 1957                                                                            | Jubilee – JLP 1070                  |
| 1957       | A Day In New York                    | Tony Scott et Bill Evans           | Bill Evans (p), Tony Scott (cl), Sahib Shihab (bs), Henry Grimes (b), Milt Hinton (b), Paul Motian (dm), Clark Terry (tp) | New York, 16 novembre 1957                                                                    | Fresh Sound Records - FSR CD-160/2  |
| 1957       | The Modern Art Of Jazz               | Tony Scott                         | Tony Scott (cl, bs), Clark Terry (tp), Jimmy Knepper (tb), Sahib Shihab (bs), Bill Evans (p), Henry Grimes (b), Milt Hinton (b), Paul Motian (dm) | New York, 16 novembre 1957                                                                    | Secco - CELP 425                    |
| 1957       | Free Blown Jazz                      | Tony Scott, Jimmy Knepper          | Tony Scott (cl), Jimmy Knepper (tb), Clark Terry (tp), Sahib Shihab (bs), Bill Evans (p), Milt Hinton, Henry Grimes (b), Paul Motian (dm) | New York, 16 novembre 1957                                                                    | Carlton Records LP12/113            |
| 1958       | Guys And Dolls Like Vibes            | Eddie Costa quartet                | Eddie Costa (vib), Bill Evans (p), Wendell Marshall (b), Paul Motian (dm) | New York, 15 et 17 janvier 1958                                                               | Verve - 00383                       |
| 1958       | Continuity                           | Lennie Tristano                    | Lennie Tristano (p) ; Warne Marsh (ts) ; Lee Konitz (as) ; Sonny Dallas (b) ; Nick Stabulas, Paul Motian (dm) | New York, octobre 1958                                                                        | Jazz Records – JR6CD                |
| 1959       | Larry Adler                          | Larry Adler                        | Larry Adler (hca), Ruby Braff (tp), Ellis Larkins (p), Clifton “Skeeter” Best (elg), Joe Benjamin (b), Paul Motian (dm) | New York, 11 et 14 mai 1959                                                                   | Audio Fidelity Records - AFSD 5916  |
| 1959       | Larry Adler Again!                   | Larry Adler                        | Larry Adler (hca), Ruby Braff (tp), Ellis Larkins (p), Clifton “Skeeter” Best (elg), Joe Benjamin (b), Paul Motian (dm) | New York, 29 janvier et 2 février 1959                                                        | Audio Fidelity Records - AFSD 6193  |
| 1959       | The House Of Blue Lights             | Eddie Costa                        | Eddie Costa (p), Wendell Marshall (b), Paul Motian (dm) | New York, 11 et 14 mai 1959                                                                   | UCCU 5109                           |
| 1959       | Jazz Alive! A Night at the Half Note | Zoot Sims, Al Cohn, Phil Woods     | Zoot Sims, Al Cohn (ts), Phil Woods (as), Mose Allison (p), Nabil Totah (b), Paul Motian (dm) | New York, 6 et 7 février 1959                                                                 | United Artists UAL 4040             |
| 1959       | The Art of Improvising               | Warne Marsh                        | Warne Marsh (ts), Lee Konitz (as), Bill Evans (p), Peter Ind (b), Paul Motian (dm) | New York, 17 et 24 février 1959                                                               | Revelation Records – Revelation 22  |
| 1959       | Sung Heroes                          | Tony Scott                         | Tony Scott (cl), Bill Evans (p), Scott LaFaro (b), Paul Motian (dm) | New York, 28 et 29 octobre 1959                                                               | Sunnyside – SSC 1015                |
| 1959       | Portrait in Jazz                     | Bill Evans                         | Bill Evans (p), Scott LaFaro, Paul Motian (dm) | New York, 28 décembre 1959                                                                    | Riverside Records - RLP-1162        |

## Années 1960
| Année          | Titre                                             | Artiste principal                                               | Musiciens | Enregistrement                                                                         | Label                               |
| -------------- | ------------------------------------------------- | --------------------------------------------------------------- | --- | -------------------------------------------------------------------------------------- | ----------------------------------- |
| 1961           | On Green Dolphin Street                           | Bill Evans                                                      | Bill Evans (p) ; Paul Chambers, Scott LaFaro, Ron Carter (b) ; Philly Joe Jones, Paul Motian (dm) ; Zoot Sims (ts) ; Jim Hall (g) | New York, 25 juin 1961                                                                 | Milestone – MCD-9235-2              |
| 1960           | Jazz Is A Kick                                    | Bob Brookmeyer (tb)                                             | , Paul Chambers (b), Vic Dickenson (tb), Curtis Fuller (tb), Hank Jones (p), Thad Jones (tp), Wynton Kelly (p), Paul Motian (dm), Joe Newman (tp) |                                                                                        | Mercury - SR-60600                  |
| 1960           | Sings And Plays V-8 Ford Blues                    | Mose Allison (p, voc)                                           | Aaron Bell ou Addison Farmer ou Henry Grimes (b), Jerry Segal ou Osie Johnson ou Paul Motian (dm) | New York                                                                               | Epic – BN 26183                     |
| 1960           | I Love The Life I Live                            | Mose Allison (p, voc)                                           | Bill Crow ou Addison Farmer ou Henry Grimes (b), Jerry Segal ou Gus Johnson ou Paul Motian (dm) | New York                                                                               | Columbia – CS 8365                  |
| 1961 ou 1962   | Medieval Jazz Quartet Plus Three                  | Bob Dorough (voc, fl)                                           | George Duvivier (b), Al Schackman (g), Paul Motian (dm), Davenport (fl), Bixler (fl), Gruskin (fl) |                                                                                        | Classic Edition - CE MMO 1050       |
| 2 février 1961 | Explorations                                      | Bill Evans (p)                                                  | Scott LaFaro (b), Paul Motian (dm) | Bell Sound Studio, New York City                                                       | Riverside Records - 00025218603720  |
| 25 juin 1961   | Sunday At The Village Vanguard                    | Bill Evans (p)                                                  | Scott LaFaro (b), Paul Motian (dm) | The Village Vanguard, New York City                                                    | Riverside Records - RLP 9376        |
| 25 juin 1961   | Waltz For Debby                                   | Bill Evans (p)                                                  | Scott LaFaro (b), Paul Motian (dm) | The Village Vanguard, New York City                                                    | Riverside Records - RLP-9399        |
| 1962           | Funk Dumpling                                     | Perry Robinson (cl)                                             | Kenny Barron (p), Henry Grimes (b), Paul Motian (dm) | Newark                                                                                 | Savoy - 12177                       |
| 1962           | The American Jazz Ensemble – New Conceptions      | Bill Smith (cl)                                                 | Johnny Eaton (p), Richard Davis (b), Paul Motian (dm) |                                                                                        | Epic – LA 16040                     |
| 1962           | Takes To The Hills                                | Mose Allison (p, voc)                                           | Aaron Bell ou Addison Farmer ou Henry Grimes (b), Jerry Segal ou Osie Johnson ou Paul Motian (dm) |                                                                                        | Epic – BA 17031                     |
| 1962           | Nirvana                                           | Herbie Mann (fl)                                                | Bill Evans (p), Chuck Israels (b), Paul Motian (dm) | Atlantic Studios, New York, 8 décembre 1961 & 5 avril 1962                             | Rhino - 8122737512                  |
| 1962           | How My Heart Sings                                | Bill Evans (p)                                                  | Chuck Israels (b), Paul Motian (dm) | Sound Makers, New York, 27 et 29 mai 1962                                              | Riverside Records - OJCCD-369-2     |
| 1962           | Moon Beams                                        | Bill Evans (p)                                                  | Chuck Israels (b), Paul Motian (dm) | Sound Makers, New York, 17 et 29 mai et 2 juin 1962                                    | Riverside Records - 00025218643429  |
| 1963           | At Newport 63                                     | Martial Solal (p)                                               | Teddy Kotick (b), Paul Motian (dm) | Newport Jazz Festival                                                                  | BMG #37425                          |
| 1963           | Paul Bley With Gary Peacock                       | Paul Bley (p)                                                   | Gary Peacock (b), Paul Motian, Billy Elgart (dm) | New York, Seattle, 13 avril 1963 & 11 mai 1968                                         | ECM (G) 1003                        |
| 1963           | Trio 64                                           | Bill Evans (p)                                                  | Gary Peacock (b), Paul Motian (dm) | New York, 18 décembre 1963                                                             | Verve Records - 314 539 058-2       |
| 1964           | Turns                                             | Paul Bley (p)                                                   | John Gilmore (ts), Gary Peacock (b), Paul Motian (dm) | Mirasound, New York, 9 mars 1964                                                       | Savoy Jazz - CDOR 9011              |
| 1964           | Turning Point                                     | Paul Bley (p)                                                   | John Gilmore (ts), Gary Peacock (b), Paul Motian (dm) | Mirasound, New York, 9 mars 1964 et University of Washington, Seattle, 10 mai 1968     | Improvising Artists Inc. – 123841-2 |
| 1965           | Live In Paris 1965                                | Bill Evans (p)                                                  | Chuck Israels (b), Larry Bunker (dm) or Paul Motian (dm) | Maison de l'ORTF, Paris, France, 13 février 1965 & Birdland, New York, 10 février 1962 | Lone Hill Jazz - LHJ10289           |
| 1966           | Wild Man On The Loose                             | Mose Allison (voc, p)                                           | Earl May (b), Paul Motian (dm) | Studios Atlantic, New York                                                             | Atlantic 1456                       |
| 4 mai 1967     | Life Between The Exit Signs                       | Keith Jarrett (p)                                               | Charlie Haden (b), Paul Motian (dm) | Studios Atlantic, New York                                                             | Vortex 2006                         |
| 1968           | Somewhere Before                                  | Keith Jarrett (p)                                               | Charlie Haden (b), Paul Motian (dm) | Shelly's Manne-Hole, Hollywood, 30-31 octobre 1968                                     | Vortex 2012                         |
| 1968           | Escalator Over The Hill                           | Paul Haines (paroles), Michael Mantler (tp, p, ring modulate p) | Enrico Rava (tp,) Michael Snow (tp), Don Cherry (tp), Bob Carlisle (french horn), Sharon Freeman (french horn), Roswell Rudd (tb), Sam Burtis (tb), Jimmy Knepper (tb), Jack Jeffers (btb), John Buckingham (tu), Howard Johnson (tu), Perry Robinson (cl), Peggy Imig (cl), Souren Baronian (cl,) Jimmy Lyons (as), Bill Morimando (as), Dewey Redman (as), Gato Barbieri (ts,) Chris Woods (bs), Carla Bley (p, org), Don Preston (moog synth), John McLaughlin (g), Sam Brown (g), Jack Bruce (elb), Charlie Haden (b), Richard Youngstein (b), Ron McClure (b), Paul Motian (dm), Roger Dawson (congas, orchestra bells), Tod Papageorge (birdwithle), Karl Berger (vib), Leroy Jenkins (vln), Nancy Newton (vla), Calo Scott (cello) | RCA Recording Studios, New York, novembre 1968, novembre 1970, juin 1971               | Polydor K.K., J45J 20370/71         |
| 1968           | Michael Lessac - Sleep Faster, We Need The Pillow | John Castronove (claviers)                                      | Howard Collins, Eric Weissberg (g) ; Tony Glover (hca) ; Jeff Levine (b) ; Paul Motian (dm) | 11 novembre 1968                                                                       | Columbia – CS9745                   |

## Années 1970
| Année | Titre                                   | Artiste principal                                    | Musiciens | Enregistrement                                                                                         | Label                          |
| ----- | --------------------------------------- | ---------------------------------------------------- | --- | --- | ------------------------------ |
| 1970  | Liberation Music Orchestra              | Charlie Haden (b)                                    | Perry Robinson (cl), Don Cherry (cnt, fl), Bob Northern (french horn, perc), Sam Brown (g, perc), Andrew Cyrille (perc), Paul Motian (perc), Carla Bley (tambourine, arr), Dewey Redman (as, ts), Gato Barbieri (cl, ts), Roswell Rudd (tb), Michael Mantler (tp), Howard Johnson (tu) | Judson Hall, New York, 27 et 29 avril 1970                                                             | Impulse! - MCAD-39125          |
| 1971  | El Juicio (The Judgement)               | Dewey Redman (ts)                                    | , Keith Jarrett (p, ss), Charlie Haden (b), Paul Motian (dm) | Studios Atlantic, 8, 9, 15 & 16 juillet 1971                                                           | Atlantic SD 1673               |
| 1971  | The Mourning Of A Star                  | Keith Jarrett (p, ss, tfl, steel-dm, cga)            | Charlie Haden (b, steel-dm), Paul Motian (dm, steel-dm, cga) | Studios Atlantic, 8, 9, 15 & 16 juillet 1971                                                           | Atlantic SD 1596               |
| 1971  | Birth                                   | Dewey Redman (voc, ts, Chinese musette, bells, perc) | Keith Jarrett (p, ss, voice, tfl, steel-dm), Charlie Haden (b), Paul Motian (dm) | Studios Atlantic, 15 & 16 juillet 1971                                                                 | Atlantic SD 1612               |
| 1971  | Expectations                            | Dewey Redman (ts, per)                               | Keith Jarrett (p, org, ss, tamb, perc, arr), Sam Brown (g), Charlie Haden (b), Paul Motian (dm), Airto Moreira (perc) | New York, septembre-octobre 1971                                                                       | Columbia KG 31580              |
| 1972  | Various Artists - NDR Jazz Workshop '72 | Keith Jarrett (p, fl)                                | Charlie Haden (b), Paul Motian (dm) | Rolf Liebermann Studio, Hambourg, 14 juin 1972                                                         | Norddeutscher Rundfunk         |
| 1972  | Live In Hamburg, 1972                   | Keith Jarrett (p, fl)                                | Charlie Haden (b), Paul Motian (dm) | Rolf Liebermann Studio, Hambourg, 14 juin 1972                                                         | JazzLips JL761                 |
| 1972  | Live In Hamburg, 1972                   | Keith Jarrett (p, fl)                                | Charlie Haden (b), Paul Motian (dm) | Rolf Liebermann Studio, Hambourg, 14 juin 1972                                                         | DVDJazzVip134                  |
| 1972  | Conception Vessel                       | Keith Jarrett (p, fl)                                | Paul Motian (perc) | New York, 25 & 26 novembre 1972                                                                        | ECM (G) 1028                   |
| 1973  | Relativity Suite                        | Don Cherry (comp, tp, cshl, voc, perc)               | Charles Brackeen (ss, as, voc), Carlos Ward (as, voc), Frank Lowe (ts, voc), Dewey Redman (ts, voc), Sharon Freeman (frhn), Brian Trentham, (tb), Jack Jeffers (tu), Leroy Jenkins (vln), Joan Kalisch (vla), Nan Newton (vla), Pat Dixon (celo), Jane Robertson (clo), Charlie Haden (b), Carla Bley (p), Ed Blackwell (dm), Paul Motian (dm, perc), Moki Cherry (tmb), Selene Fung (ching) | Blue Rock Studio, New York, 14 février 1973                                                            | JCOA Records – J2001           |
| 1973  | Fort Yawuh                              | Dewey Redman (ts, musette, maracas)                  | Keith Jarrett (p, ss, tamb), Charlie Haden (b), Paul Motian (dm, perc), Danny Johnson (perc) | Village Vanguard, New York, 24 février 1973                                                            | Impulse AS 9240, 314 547 966-2 |
| 1974  | Tropic Appetites                        | Julie Tippetts (voc)                                 | Gato Barbieri (ts, per), Howard Johnson (voc, cl, sax, tu), Dave Holland (cell, b, bg), Michael Mantler (tp, tb), Toni Marcus (vln, viola), Carla Bley (voc, rec, p, org, marimba, celeste, perc), Paul Motian (dm, per) | Blue Rock Studio, New York & Island Studios, Londres, septembre 1973 & février 1974                    | ECM (G) Watt 1                 |
| 1974  | Treasure Island                         | Dewey Redman (ts, tamb)                              | Keith Jarrett (p, ss, osi d), Sam Brown (g), Charlie Haden (b), Paul Motian (dm, perc), Guilherme Franco, Danny Johnson (perc) | Generation Sound Studios, New York, 27 & 28 février 1974                                               | Impulse AS 9274                |
| 1974  | Tribute                                 | Carlos Ward (as)                                     | Sam Brown (g, elg), Paul Mtzke (elg), Charlie Haden (b), Paul Motian (perc) | Generation Sound Studios, New York, mai 1974                                                           | ECM (G) 1048                   |
| 1974  | Death and the Flower                    | Carlos Ward (as)                                     | Dewey Redman (ts, musette, per) | Keith Jarrett (p, fl, osi dm, per), Charlie Haden (b), Paul Motian (dm, perc), Guilherme Franco (perc) | Impulse 254 612-2              |
| 1974  | Backhand                                | Dewey Redman (ts, musette, per)                      | Keith Jarrett (p, fl, osi dm, per), Charlie Haden (b), Paul Motian (dm, per), Guilherme Franco (perc) | Generation Sound Studios, New York, 9-10 octobre 1974                                                  | Impulse AS 9305                |
| 1975  | Mysteries                               | Dewey Redman (ts, musette, maracas)                  | Keith Jarrett (p, Pakistan fl, per), Charlie Haden (b), Paul Motian (dm, perc), Guilherme Franco (perc) | New York, juin 1975                                                                                    | Impulse AS 9315                |
| 1975  | Shades                                  | Dewey Redman (ts, maracas, tamb)                     | Keith Jarrett (p, per), Charlie Haden (b), Paul Motian (dm, perc), Guilherme Franco (perc) | New York, 1975                                                                                         | Impulse ASD 9322               |
| 1976  | Closeness                               | Charlie Haden (b)                                    | Keith Jarrett (p), Ornette Coleman (as), Alice Coltrane (harp), Paul Motian (perc) | Kendun Recorders, Burbank, Californie, 26 janvier 1976 ; Generation Sound, New York, 18 & 21 mars 1976 | A&M Records – SP710            |
| 1976  | Blown Bone                              | Roswell Rudd (tb)                                    | Steve Lacy (ss), Tyrone Washington (ts), Kenny Davern (ss, cl), Patty Brown (elp), Wilbur Little (b), Paul Motian (dm), Jordan Steckel (perc), Enrico Rava (tp), Sheila Jordan (voc), Louisana Red (g, voc) | New York, 27 & 28 mars 1976                                                                            | Emanem - 4134                  |
| 1976  | The Survivors' Suite                    | Dewey Redman (ts, per)                               | Keith Jarrett (p, ss, bass rec, cel, osi dm), Charlie Haden (b), Paul Motian (dm, perc) | Tonstudio Bauer, Ludwigsbourg, Allemagne, avril 1976                                                   | ECM (G) 1085                   |
| 1976  | Eyes Of The Heart                       | Dewey Redman (ts, tamb, maracas)                     | Keith Jarrett (p, ss, osi dm, tamb), Charlie Haden (b), Paul Motian (dm, perc) | Theater am Korntmarkt, Bragance, Autriche, mai 1976                                                    | ECM (G) 1150                   |
| 1976  | Byablue                                 | Dewey Redman (ts, musette)                           | Keith Jarrett (p, ss, perc), Charlie Haden (b), Paul Motian (dm, perc) | Generation Sound, New York, octobre 1976                                                               | Impulse AS 9331                |
| 1977  | Bop-Be                                  | Dewey Redman (ts, musette)                           | Keith Jarrett (p, ss, perc), Charlie Haden (b), Paul Motian (dm, perc) | Generation Sound, New York, février 1977                                                               | Impulse IA 9334                |
| 1977  | Dance                                   | Paul Motian (dm, perc)                               | David Izenzon (b), Charles Brackeen (ts, ss) | Tonstudio Bauer, Ludwigsbourg, Allemagne, septembre 1977                                               | ECM (G) 1108                   |
| 1977  | Unexpected                              | Kenny Davern (ss, cl)                                | Steve Lacy (ss), Steve Swallow (elb), Paul Motian (dm) | New York, 30 mai 1978                                                                                  | Kharma - PK7                   |
| 1979  | Le Voyage                               | Paul Motian (dm, perc)                               | Jean-François Jenny-Clark (b), Charles Brackeen (ts, ss) | Bauer Studios, Ludwigsbourg, Allemagne, mars 1979                                                      | ECM (G) 1138                   |

## Années 1980
| Année | Titre                                 | Artiste principal                           | Musiciens | Enregistrement | Label                              |
| ----- | ------------------------------------- | ------------------------------------------- | --- | --- | ---------------------------------- |
| 1980  | Lifelines                             | Arild Andersen (b)                          | Steve Dobrogosz (p), Kenny Wheeler (flug, cornet), Paul Motian (dm) | Talent Studios, Oslo, juillet 1980 | ECM (G) 1188                       |
| 1981  | Songs And Rituals In Real Time        | Tim Berne (as)                              | Mack Goldsbury (ts, as), Ed Schuller (b), Paul Motian (dm) | Live in Inroads, New York, 1er juillet 1981 | Screwgun - SCR 70009               |
| 1981  | Away From The Crowd                   | Charlie Shoemake (vib)                      | Ted Nash (ts), Tom Harrell (tp), Hank Jones (p), Ed Schuller (b), Paul Motian (dm), Sandi Shoemake (voc) | 25 septembre 1981 | Discovery – DS 856                 |
| 1981  | Season                                | Saheb Sarbib (b, p)                         | Mark Withecage (as), Mel Ellison (ts, as, ss), Paul Motian (dm) | New York University Auditorium, New York, 5 novembre 1981                                                                                      | Soul Note - 121048-2               |
| 1981  | Psalm                                 | Paul Motian (dm)                            | Bill Frisell (g), Ed Schuller (b), Joe Lovano (ts), Bill Drewes (as, ts) | Tonstudio Bauer, Ludwigsbourg, Allemagne, décembre 1981                                                                                        | ECM (G) 1222                       |
| 1982  | Conspiracy                            | Eric Watson (p)                             | Ed Schuller (b), Paul Motian (dm) | Studio Acousti, Paris, 8 février 1982 | Owl Records - OWL 027              |
| 1982  | Cross Roads                           | Charlie Shoemake(vib)                       | Tom Harrell (tp), Tommy Flanagan (p), Peter Sprague (g), Ed Schuller (b), Paul Motian (dm) | Los Angeles, 24 septembre 1982 | Discovery Records – DS878          |
| 1982  | The Ballad Of The Fallen              | Charlie Haden (b)                           | Carla Bley (p, glockenspiel, arr), Don Cherry (pocket tp), Sharon Freeman (french horn), Mick Goodrick (g), Jack Jeffers (tu), Michael Mantler (tp), Paul Motian (dm, perc), Jum Pepper (ts, ss, fl), Dewey Redman (ts), Steve Slagle (as, ss, cl, fl), Gary Valente (tb) | Bauer Studios, Ludwigsbourg, Allemagne, novembre 1982                                                                                          | ECM (G) 1248                       |
| 1983  | Amber Skies                           | David Friesen (b)                           | Joe Henderson (ts), Chick Corea (p), Paul Horn (fl), Airto Moreira (perc), Paul Motian (dm) | Mad Hatter Studios, Los Angeles, janvier & avril, 1983                                                                                         | Quick Silver – QSCD 4005           |
| 1983  | Voices                                | David Friesen (b)                           | Joe Henderson (ts), Chick Corea (p), Paul Horn (fl), Airto Moreira (perc), Paul Motian (dm) | Mad Hatter Studios, Los Angeles, janvier et avril, 1983                                                                                        | West Wind – WW 2099                |
| 1983  | The Ancestors                         | Tim Berne (as)                              | Clarence Herb Robertson (tp, cnt, flug), Ray Anderson (tb, tu), Mack Goldsbury (ts, ss), Ed Schuller (b), Paul Motian (dm, perc) | School of Visual Arts, New York, 19 février 1983                                                                                               | Soul Note - 121061-2               |
| 1983  | Mutant Variations                     | Tim Berne (as)                              | Clarence Herb Robertson (tp, cnt, flug), Ed Schuller (b), Paul Motian (dm) | Barigozzi Studio, Milan, 5-6 mars 1983 | Soul Note - 121091-2               |
| 1983  | The Story Of Maryam                   | Paul Motian (dm)                            | Bill Frisell (g), Jim Pepper (ts, ss), Joe Lovano (ts), Ed Schuller (b) | Barigozzi Studio, Milan, 27-28 juillet 1983 | Soul Note - SN 1074 CD             |
| 1984  | Singing Drums                         | Pierre Favre (dm, gongs, crotales, cymbals) | Paul Motian (dm, gongs, crotales, calebasses, rodbrushes), Fredy Studer (dm, gongs, cymbales), Naná Vasconcelos (berimbau, voc, tympani, conga, water pot, shakers, bells)                                                                                                | Mohren, Willisau, Suisse, 26 & 27 mars 1984 | ECM (G) 1274                       |
| 1984  | Jack Of Clubs                         | Paul Motian (dm)                            | Jim Pepper (ts, ss), Joe Lovano (ts), Bill Frisell (g), Ed Schuller (b) | Barigozzi Studio, Milan, 26 & 28 mars 1984 | Cam Jazz - 121124RM-2              |
| 1984  | It Should've Happened A Long Time Ago | Paul Motian (dm, perc)                      | Bill Frisell (g, synth. g), Joe Lovano (ts) | Tonstudio Bauer, Ludwigsbourg, Allemagne, juillet 1984                                                                                         | ECM (G) 1283                       |
| 1984  | Rambler                               | Bill Frisell (g, synth. g)                  | Kenny Wheeler (tp, flgh), Bob Stewart (tu), Paul Motian (dm) | Power Station, New York, août 1984 | ECM (G) 1287                       |
| 1985  | Clairvoyant                           | Leni Stern (g)                              | Bill Frisell (g), Bob Berg (ts), Larry Willis (p), Harvie Swartz (b), Paul Motian (dm) | Secret Sound Studios, New York, 16 & 17 décembre 1985                                                                                          | Passeport Jazz - PJCD 88015        |
| 1986  | Fragments                             | Paul Bley (p)                               | John Surman (ss, bs, bcl), Bill Frisell (g), Paul Motian (dm) | Rainbow Studio, Oslo, Norvège, janvier 1986 | ECM (G) 1320                       |
| 1986  | Circle the Line                       | Simon Nabatov (p)                           | Ed Schuller (b), Paul Motian (dm), Arto Tuncboyaci (perc) | Classic Sound, New York, juin 1986 | GM Recordings – GM 3009            |
| 1986  | Misterioso                            | Simon Nabatov (p)                           | Paul Motian (dm), Jim Pepper (ts, ss), Joe Lovano (ts), Bill Frisell (g), Ed Schuller (b) | Barigozzi Studio, Milan, 14, 15 & 16 juillet 1986                                                                                              | Soul Note - 121174-2               |
| 1987  | Visions                               | Tom Harrell (tp, flgn)                      | Cheryl Pyle (fl) ; Joe Lovano (ss, ts) ; Dave Liebman, Bob Berg (ss) ; George Robert (as) ; Dado Moroni, Danilo Pérez, Niels Lan Doky, James Williams (p) ; John Abercrombie (synth-g) ; Adam Nussbaum, Paul Motian, Bill Goodwin, Billy Hart (dm)                        | Radio Suisse Romande Studios, Lausanne, Suisse, 18 & 19 avril 1987 A&R Studios, New York, 27 janvier 1988, 22 & 23 mars 1989, 8 & 9 avril 1990 | Contemporary Records – CCD 14063-2 |
| 1987  | The Next Day                          | Leni Stern (g)                              | Bob Berg (ts), Larry Willis (p), Harvie Swartz (b), Paul Motian (dm) | Secret Sound Studios, New York, 9, 10 & 11 mai 1987                                                                                            | Passeport Jazz - PJCD 88035        |
| 1987  | Notes                                 | Leni Stern (g)                              | Paul Bley (p), Paul Motian (dm) | Barigozzi Studio, Milan, 3 & 4 juillet 1987 | Soul Note - 121 190-2              |
| 1987  | The Private Collection                | Charlie Haden (b)                           | Billy Higgins (dm), Paul Motian (dm), Alan Broadbent (p), Ernie Watts (ts) | At My Place, Santa Monica, Californie, 6 août 1987 & Webster University, St Louis, 4 avril 1988                                                | Soul Note - 121162-2               |
| 1987  | Études                                | Charlie Haden (b)                           | Paul Motian (dm, perc), Geri Allen (p) | Sound Ideas Studios, New York, 14 & 15 septembre 1987                                                                                          | Soul Note - 121162-2               |
| 1987  | One Time Out                          | Paul Motian (dm)                            | Bill Frisell (g), Joe Lovano (ts) | Barigozzi Studio, Milan, 21-22 septembre 1987                                                                                                  | Soul Note - 121224-2               |
| 1987  | The Paul Bley Quartet                 | Paul Bley (p)                               | John Surman (ss, bcl), Bill Frisell (g), Paul Motian (dm) | Rainbow Studio, Oslo, Norvège, novembre 1987                                                                                                   | ECM (G) 1365                       |
| 1988  | Unknown Voyage                        | Furio Di Casti (b)                          | Joe Lovano (ts), Franco D'Andrea (p), Paul Motian (dm) | Studio Emme, Florence, Italie, décembre 1988 & Studio Natali, Florence, avril 1988                                                             | Newtone Records – FY 7019          |
| 1988  | Village Rythm                         | Joe Lovano (ts, ss)                         | Tom Harrell (tp), Kenny Werner (p), Marc Johnson (b), Paul Motian (dm) | Sound Ideas Studios, New York, 7 & 9 juin 1988                                                                                                 | Soul Note - 121182-2               |
| 1988  | Paul Motian On Broadway, volume 1     | Paul Motian (dm)                            | Bill Frisell (g), Joe Lovano (ts), Charlie Haden (b) | Sound Studio, New York, novembre 1988 | Winter & Winter 910 179-2          |
| 1989  | In The Year Of The Dragon             | Geri Allen (p)                              | Charlie Haden (b), Paul Motian (dm) | Sound Ideas, New York, mars 1989 | Winter & Winter 919 027            |
| 1989  | The Montreal Tapes                    | Charlie Haden                               | Gonzalo Rubalcaba (p), Paul Motian (dm) | Festival International de jazz de Montréal, 7 mars 1989                                                                                        | Verve Records 314 537 670-2        |
| 1989  | Segments                              | Geri Allen (p)                              | Charlie Haden (b), Paul Motian (dm) | Sound Ideas, New York, 6, 7 & 8 avril 1989 | DIW Records - DIW-833              |
| 1989  | Live in Zurich                        | Marilyn Crispell (p, voc)                   | Reggie Workman (b), Paul Motian (dm) | Zurich, Suisse, 14 avril 1989 | Leo Records - CD LR 122            |
| 1989  | Worlds                                | Joe Lovano (ts, ss, acl)                    | Bill Frisell (g), Tim Hagans (tp), Paul Motian (dm), Judi Silverman (voc), Henri Texier (b), Gary Valente (tb) | Le Grand Théâtre de la Maison de la Culture d'Amiens, Amiens, France, 5 mai 1989                                                               | Label Bleu – LBLC 6524             |
| 1989  | The Montreal Tapes                    | Charlie Haden (b)                           | Geri Allen (p), Paul Motian (dm) | Festival International de Jazz de Montréal, Canada, 1er juillet 1989                                                                           | Verve 537 483-2                    |
| 1989  | The Montreal Tapes                    | Charlie Haden (b)                           | Geri Allen (p), Paul Motian (dm) | Festival International de Jazz de Montréal, Canada, 7 juillet 1989                                                                             | Verve 523 259-2                    |
| 1989  | The Montreal Tapes                    | Ken McIntyre (as)                           | Charlie Haden (b), Paul Motian (dm), Sharon Freeman (french horn), Mick Goodrick (g), Geri Allen (p), Ernie Watts (ts), Joe Lovano (ts), Ray Anderson (tb), Stanton Davis (tp), Tom Harrell (tp), Joe Daley (tu)                                                          | Festival International de Jazz de Montréal (salle Marie-Gérin-Lajoie de l'UQAM), 8 juillet 1989                                                | Verve 314 527 469-2                |
| 1989  | Paul Motian On Broadway, volume 2     | Paul Motian (dm)                            | Bill Frisell (g), Joe Lovano (ts), Charlie Haden (b) | Sound Studio, New York, septembre 1989 | Winter & Winter 910 180-2          |

## Années 1990
| Année | Titre                                               | Artiste principal                  | Musiciens | Enregistrement                                                          | Label                                       |
| ----- | --------------------------------------------------- | ---------------------------------- | --- | ----------------------------------------------------------------------- | ------------------------------------------- |
| 1990  | Dream Keeper                                        | Ken McIntyre (as)                  | Charlie Haden (b) ; Paul Motian (dm) ; Sharon Freeman (french horn); Mick Goodrick (g) ; Amina Claudine Myers (p) ; Ernie Watts (ts) ; Branford Marsalis, Dewey Redman (ts) ; Joe Lovano (ts, fl) ; Ray Anderson (tb) ; Earl Gardner (tp) ; Tom Harrell (tp, flgn) ; Joe Daley (tu) ; Juan Lazzaro Mendolas (pipe, fl) ; Don Alias (per) ; Carla Bley (cond), The Oakland Youth Chorus dirigé par Elizabeth Min | Clinton Studios, New York, 4-5 avril 1990                               | Blue Note Records - CDP 7 95474 2           |
| 1990  | Form                                                | Tom Harrell (tp, flgn)             | Joe Lovano (ts), Cheryl Pyle (fl), Danilo Perez (p), Charlie Haden (b), Paul Motian (dm) | A & R Studios, New York, 8 & 9 avril 1990                               | Contemporary Records - CCD-14059-2          |
| 1990  | Discovery                                           | Gonzalo Rubalcaba (p)              | Charlie Haden (b), Paul Motian (dm) | Montreux Jazz Festival, Suisse, 16 juillet 1990                         | Blue Note Records - CDP 7 95478 2           |
| 1990  | Memoirs                                             | Paul Bley (p)                      | Charlie Haden (b), Paul Motian (dm) | Mondial Sound, Milan, 20 juillet 1990                                   | Soul Note - 121240-2                        |
| 1990  | Live at The Village Vanguard                        | Geri Allen (p)                     | Charlie Haden (b), Paul Motian (dm) | The Village Vanguard, New York, 21-22 décembre 1990                     | Diw 847                                     |
| 1990  | Tethered Moon: First Meeting                        | Masabumi Kikuchi (p)               | Gary Peacock (b), Paul Motian (dm) | The Studio, New York, 20 octobre 1990 & 11-13 mars 1991                 | Winter & Winter 910 016-2                   |
| 1991  | Paul Motian in Tokio                                | Paul Motian (dm)                   | Bill Frisell (g), Joe Lovano (ts) | Somido, Ginza Sony Building, Tokyo, Japon, 28 & 29 mars 1991            | Winter & Winter 919 052-2                   |
| 1991  | On Broadway, volume 3                               | Paul Motian (dm)                   | Bill Frisell (g), Joe Lovano (ts), Lee Konitz (as), Charlie Haden (b) | Sigma Sound, New York, août 1991                                        | Winter & Winter 919 055-2                   |
| 1991  | Tethered Moon - Triangle                            | Masabumi Kikuchi (p)               | Gary Peacock (b), Paul Motian (dm) | Power Station, New York, 16, 17 & 18 novembre 1991                      | King Racords – KICJ 130                     |
| 1992  | Paul Motian And The Electric Bebop Band             | Paul Motian (dm)                   | Kurt Rosenwinkel (g), Stomu Takeishi (b), Brad Schoeppach (g), Joshua Redman (ts) | Power Station, New York, avril 1992                                     | JMT 514 004-2                               |
| 1992  | Flux and Change                                     | Enrico Pieranunzi (p)              | Paul Motian (dm) | Raccella Janica International Jazz Festival, 27 août 1992               | Soul Note - 121242-2                        |
| 1992  | At the Deer Head Inn                                | Keith Jarrett (p)                  | Gary Peacock (b), Paul Motian (dm) | Deer Head Inn, Allentown, 16 septembre 1992                             | ECM (G) 1531                                |
| 1992  | Not Two, Not One                                    | Paul Bley (p)                      | Gary Peacock (b), Paul Motian (dm) | Avatar Sudios, New York, 16 septembre 1992                              | ECM (G) 1670                                |
| 1993  | Untold Story                                        | Enrico Pieranunzi (p)              | Marc Johnson (b), Paul Motian (dm) | Studio Gimmix, Yerres, France, 15 & 16 février 1993                     | Ida Records - IDA 036 CD                    |
| 1993  | Zen Palace                                          | Paul Bley (p)                      | Steve Swallow (b), Paul Motian (dm) | Sound on Sound, New York, 1er mars 1993                                 | Transheart - TDCN-5081                      |
| 1993  | Muthspiel - Peacock - Muthspiel - Motian            | Wolfgang Muthspiel (g)             | Christian Muthspiel (tb), Gary Peacock (b, Paul Motian (dm) | Bauer Sudios, Ludwigsbourg, Allemagne, 22 & 24 mars 1993                | Amadeo 519 676 2                            |
| 1993  | Trioism                                             | Paul Motian (dm)                   | Bill Frisell (elg) ; Dewey Redman, Joe Lovano (ts) | RPM Recording Studios, New York, juin 1993                              | Winter & Winter - 919 067-2                 |
| 1993  | Rhapsody                                            | Lee Konitz (ss, as, ts)            | Clark Terry (voc, flgn) ; Helen Merrill, Jay Clayton, Joe Clayton, Judy Niemack (voc) ; Jean-françois Prins, Bill Frisell (g) ; Jimmy Giuffre (cl) ; Joe Lovano (acl, ss, ts) ; Gerry Mulligan (bs) ; Paul Bley, Peggy Stern (p) ; Jeff Williams, Paul Motian (dm) | New York, 20 juin & 29 juillet 1993                                     | Evidence - ECD 22117-2                      |
| 1994  | Reincarnation Of A Love Bird                        | Paul Motian (dm, perc)             | Kurt Rosenwinkel (g, elg), Wolfgang Muthspiel (g), Chris Potter (as, ts), Chris Cheek (ts), Don Alias (per) | Power Station, New York, juin 1994                                      | JMT - 9919 071-2                            |
| 1994  | The Earth Wants You                                 | Mose Allison (p, voc)              | Randy Brecker (tp), Bob Malach (ts), Joe Lovano (as), John Scofield (g), Hugh McCracken (harm), Ratzo B. Harris (b), Paul Motian (dm), Ray Mantilla (cong) | Skyline Station, New York, 18 juin 1994                                 | Blue Note Records - CDP 7243 8 27640 2 1    |
| 1994  | Play Kurt Weill                                     | Masabumi Kikuchi (p)               | Gary Peacock (b), Paul Motian (dm) | Power Station, New York, décembre 1994                                  | Winter & Winter 919 076                     |
| 1995  | The Paul Motian Trio At The Village Vanguard        | Paul Motian (dm)                   | Bill Frisell (elg), Joe Lovano (ts) | The Village Vanguard, New York, 7 & 10 juin 1995                        | Winter & Winter 919 080-2                   |
| 1995  | Sound Of Love                                       | Paul Motian (dm)                   | Bill Frisell (elg), Joe Lovano (ts) | The Village Vanguard, New York, 7 & 10 juin 1995                        | Winter & Winter 910 008-2                   |
| 1995  | 'Dedications                                        | Alan Pasqua (p)                    | Michael Brecker (ss, ts), Gary Bartz (as), Randy Brecker (tp), Paul Motian (dm) | Sound On Sound, New York, 12-13 septembre 1995                          | Postcard - 1012                             |
| 1995  | One More Angel                                      | John Patitucci (piccolo b, b, elb) | Thomas Patitucci (g), Sachi Patitucci (cell), Steve Tavaglione (ss), Chris Potter, Michael Brecker (ts), John Beasley (p, synth), Alan Pasqua (p), Paul Motian (dm) | Sound On Sound, New York, 19 novembre 1995 & 18 octobre 1996            | Concord 4753                                |
| 1996  | Perspective                                         | Wolfgang Muthspiel (g, elvln)      | Marc Johnson (elb, b), Paul Motian (dm) | The Power Station, New York, 27 & 29 janvier 1996                       | Amadeo - 533 466-2                          |
| 1996  | The Night Gone By                                   | Enrico Pieranunzi (p)              | Marc Johnson (b), Paul Motian (dm) | Studio B, New York, 1er & 2 février 1996                                | Alfa Jazz - ALCB-3906                       |
| 1996  | Photograph                                          | Yoshiko Kishino (p)                | Marc Johnson (b), Bill Stewart (dm), Paul Motian (dm), Romero LuBambo (g) | New York, 2 & 4 mars 1996                                               | GRP - MVCR 30002                            |
| 1996  | You And The Night And The Music                     | Helen Merrill (voc)                | Tom Harrell (tp, flgn) ; Bob Millikan (tp) ; Torrie Zito (p, elp) ; Masabumi Kikuchi (p) ; Charlie Haden (b) ; Paul Motian (dm) | Right Track Recording, New York, 23, 24 & 25 juin 1996                  | Verve Records - 537 087-2                   |
| 1996  | Flight Of The Blue Jay                              | Paul Motian (dm)                   | Kurt Rosenwinkel (elg), Brad Schoeppach (elg), Chris Potter (as, ts), Chris Cheek (ts), Steve Swallow (elb) | Right Track Recording, New York, 23, 24 & 25 juin 1996                  | Avatar Studios, New York, 20 & 21 août 1996 |
| 1996  | Nothing Ever Was, Anyway – Music of Annette Peacock | Marilyn Crispell (p)               | Gary Peacock (b), Paul Motian (dm), Annette Peacock (voc) | Avatar Sudios, New York, septembre 1996                                 | ECM (G) 1626                                |
| 1996  | Takiya ! Tokaya !                                   | Jean-Marc Padovani (sax)           | Jean-Marie Machado (p), Jean-François Jenny-Clark (b), Paul Motian (dm) | Studio Acousti, Paris, France, 11, 12 & 13 novembre 1996                | Label Hopi - HOP 200014                     |
| 1996  | Awareness                                           | Larry Goldings (org)               | Larry Grenadier (b), Paul Motian (dm) | The Hit Factory, New York, 18 & 19 décembre 1996                        | Warner Bros - 46621                         |
| 1997  | Respect                                             | Henri Texier (b)                   | Lee Konitz (as), Bob Brookmeyer (tb), Steve Swallow (elb), Paul Motian (dm) | Studio Gil Evans, Amiens, France, avril & mai 1997                      | Label Bleu – LBLC 6612                      |
| 1997  | Gimcracks And Gewgaws                               | Mose Allison (voc, p)              | Mark Shim (ts), Russell Malone (g), Ratzo Harris (b), Paul Motian (dm) | Sony Studios, 17 & 18 mai 1997                                          | Blue Note Records – 7243 8 23211 2 5        |
| 1997  | Just Friends                                        | Martial Solal (p)                  | Gary Peacock (b), Paul Motian (dm) | Studio Damiens, Boulogne-Billancourt, France, 9 juillet 1997            | Dreyfus - DRE36592                          |
| 1997  | Trio 2000 + One                                     | Paul Motian (dm)                   | Masabumi Kikuchi (p), Chris Potter (ts), Steve Swallow (elb), Larry Grenadier (b) | Avatar Studios, New York, 11 & 12 août 1997                             | Winter & Winter 910 032-2                   |
| 1998  | Balade du 10 mars                                   | Martial Solal (p)                  | Marc Johnson (b), Paul Motian (dm) | Mu Rec Studio, Milan, 16 & 20 mars 1998                                 | Soul Note - 121340-2                        |
| 1998  | Three Guys                                          | Lee Konitz (as)                    | Steve Swallow (elb), Paul Motian (dm) | DRS Studio, Zurich, Suisse, 4 & 5 mai 1998                              | Enja ENJ-9351 2                             |
| 1998  | Play Monk and Powell                                | Kurt Rosenwinkel                   | Steve Cardenas (elg) ; Chris Potter, Chris Cheek (ts) ; Steve Swallow (elb) ; Paul Motian (dm) | Avatar Studios, New York, 28 & 29 novembre 1998                         | Winter & Winter 910 045-2                   |
| 1999  | Around                                              | Jakob Dinesen (ts)                 | Kurt Rosenwinkel (g), Anders Christensen (b), Paul Motian (dm) | The Recreation Center, Copenhague, Danemark, 23 janvier 1999            | Stunt Records – STUCD19919                  |
| 1999  | Chansons d'Édith Piaf                               | Masabumi Kikuchi (p)               | Gary Peacock (b), Paul Motian (dm) | Avatar Studios, New York, mai 1999                                      | Winter & Winter 910 048-2                   |
| 1999  | Portrait Of Duke                                    | Pietro Tonolo (ts, ss, sss)        | Gil Goldstein (p, acc), Steve Swallow (elb), Paul Motian (dm) | Teatro Olimpico, Italie, 22 mai 1999                                    | Label Bleu – LBLC 6628                      |
| 1999  | Fantasm : The Music Of Paul Motian                  | Stephan Oliva (p)                  | Bruno Chevillon (b), Paul Motian (dm) | Studio La Buissonne, Pernes les Fontaines, France, 18 & 19 octobre 1999 | Label Bleu – LBLC 6628                      |

## Années 2000
| Année | Titre                                  | Artiste principal         | Musiciens | Enregistrement                                                                                     | Label                                |
| ----- | -------------------------------------- | ------------------------- | --- | -------------------------------------------------------------------------------------------------- | ------------------------------------ |
| 2000  | Amaryllis                              | Marilyn Crispell (p)      | Gary Peacock (b), Paul Motian (dm) | Avatar Sudios, New York, février 2000                                                              | ECM (G) 1742                         |
| 2000  | Europe                                 | Paul Motian (dm)          | Anders Christensen (elb) ; Chris Cheek (ts) ; Pietro Tonolo (as, ts) ; Ben Monder, Steve Cardenas (g)                                                                                        | Bauer Studios, Ludwigsbourg, 2 & 5 juillet 2000                                                    | Winter & Winter 910 063-2            |
| 2000  | Dreamer                                | Russ Lossing (p)          | Ed Schuller (b), Paul Motian (dm) | 10 octobre 2000                                                                                    | Double Action – DBLT174              |
| 2001  | Seven                                  | Yuri Honing (ts)          | Paul Bley (p), Gary Peacock (b), Paul Motian (dm) | Avatar Sudios, New York, 8 mars 2001                                                               | Jazz in Motion Records - JIM75086    |
| 2001  | Intérieur Nuit                         | Stephan Oliva (p)         | Bruno Chevillon (b), Paul Motian (dm) | Nouveau théâtre de Besançon, 26 mars 2001 Centre culturel Aragon, Tremblay-en-France, 28 mars 2001 | Night Bird Music - NBM 1007-2        |
| 2001  | Holiday for Strings                    | Paul Motian (dm)          | Anders Christensen (elb) ; Chris Cheek (ts) ; Pietro Tonolo (as, ts) ; Ben Monder, Steve Cardenas (g)                                                                                        | Bauer Studios, Ludwigsbourg, 10 & 12 novembre 2001                                                 | Winter & Winter 910 069-2            |
| 2002  | As It Grows                            | Russ Lossing (p)          | Ed Schuller (b), Paul Motian (dm) | Charlestown, Road Studio, Hampton New Jersey, 16 mars 2002                                         | hatOLOGY – hatOLOGY 605              |
| 2002  | Change of Heart                        | Martin Speake (as)        | Bobo Stenson (p), Mick Hutton (b), Paul Motian (dm) | avril 2002                                                                                         | ECM (G) 1831                         |
| 2002  | Featuring Paul Motian                  | Bill McHenry (ts)         | Ben Monder (g), Reid Anderson (b), Paul Motian | New York, mai 2002                                                                                 | Fresh Sound Record - FSNT 160 CD     |
| 2002  | Doorways                               | Enrico Pieranunzi (p)     | Chris Potter (ts, ss), Paul Motian (dm) | Forum Music Village, Rome, 1, 2 & 3 décembre 2002                                                  | CAM Jazz - CAMJ 7765-2               |
| 2002  | Tethered Moon : Experiencing Tosca     | Masabumi Kikuchi (p)      | Gary Peacock (b), Paul Motian (dm) | Hit Factory, New York, 14 & 15 décembre 2002                                                       | Winter & Winter 910 093-2            |
| 2003  | Storyteller                            | Marilyn Crispell (p)      | Gary Peacock (b), Paul Motian (dm) | Avatar Sudios, New York, février 2003                                                              | ECM (G) 1847                         |
| 2003  | Fellini Jazz                           | Enrico Pieranunzi (p)     | Chris Potter (ss, ts), Kenny Wheeler (tp, flh), Charlie Haden (b), Paul Motian (dm) | Forum Music Village, Rome, 3, 4 & 5 mars 2003                                                      | Cam Jazz - CAMJ 7761-2               |
| 2003  | Special Encounter                      | Enrico Pieranunzi (p)     | Charlie Haden (b), Paul Motian (dm) | Sonic Recording Studio, Rome, 6, 7 & 8 mars 2003                                                   | Cam Jazz - CAMJ 7769-2               |
| 2003  | Oltremare                              | Pietro Tonolo (sax)       | Riccardo Zegna (p), Piero Leveratto (b), Paul Motian (dm) | Teatro Morlacchi, Pérouse, Italie, avril 2003                                                      | Egea – SCA105                        |
| 2003  | I'm All For You                        | Joe Lovano (ts)           | Hank Jones (p), George Mraz (b), Paul Motian (cymb, dm) | Avatar Sudios, New York, 11 & 12 juin 2003                                                         | Blue Note Records - 7243 5 96922 2 7 |
| 2004  | A Long Story                           | Anat Fort (p)             | Perry Robinson (cl, oc), Ed Schuller (b), Paul Motian (dm) | Systems Two Studio, New York, mars 2004                                                            | ECM (G) 1994                         |
| 2004  | Goodbye                                | Bobo Stenson (p)          | Anders Jormin (b), Paul Motian (dm) | Avatar Sudios, New York, avril 2004                                                                | ECM (G) 1904                         |
| 2004  | I Have The Room Above Her              | Paul Motian (dm)          | Bill Frisell (elg), Joe Lovano (ts) | Avatar Sudios, New York, avril 2004                                                                | ECM (G) 1902                         |
| 2004  | Joyous Encounter                       | Joe Lovano (ts)           | Hank Jones (p), George Mraz (b), Paul Motian (dm) | Avatar Sudios, New York, 8 & 9 septembre 2004                                                      | Blue Note Records - 7243 8 63405 2 8 |
| 2004  | Garden Of Eden                         | Chris Cheek (ts, as)      | Tony Malaby (ts), Jacob Bro (g), Ben Monder (g), Steve Cardenas (g), Jerome Harris (b), Paul Motian (dm)                                                                                     | Avatar Sudios, New York, novembre 2004                                                             | ECM (G) 1917                         |
| 2004  | Tati                                   | Enrico Rava (tp)          | Stefano Bollani (p), Paul Motian (dm) | Avatar Sudios, New York, novembre 2004                                                             | ECM (G) 1921                         |
| 2005  | For The Time Being                     | Joe Lovano (ts)           | Adam Rogers (g), Salvatore Bonafede (p), Mark Dresser (b), Paul Motian (dm), Michele Rabbia (perc)                                                                                           | Sear Sound Studio, New York, 1 & 2 février 2005                                                    | Cam Jazz - CAMJ 7771-2               |
| 2005  | Eighty-One                             | Bill Frisell (g)          | Ron Carter (b), Paul Motian (dm) | Avatar Sudios, New York, 14 & 15 février 2005                                                      | Nonesuch - 7559-79897-2              |
| 2005  | Two Miles A Day                        | Jacob Sacks (p)           | Eivind Opsvik (b), Mat Maneri (viola, vln), Paul Motian (dm) | Avatar Sudios, New York, 11 novembre 2005                                                          | Yeah Yeah Records - LLCS001          |
| 2005  | On Broadway, volume 4                  | Paul Motian (dm)          | Chris Potter (ts), Larry Grenadier (b), Masabumi Kikuchi (p), Rebecca Martin (voc) | Avatar Sudios, New York, 21 & 23 novembre 2005                                                     | Winter & Winter 910 125-2            |
| 2006  | Time And Time Again                    | Paul Motian (dm)          | Bill Frisell (elg), Joe Lovano (ts) | Avatar Sudios, New York, mai 2006                                                                  | ECM (G) 1992                         |
| 2006  | Think Like the Waves                   | Gordon Grdina (g, oud)    | Gary Peacock (b), Paul Motian (dm) | 8 août 2006                                                                                        | Songlines - SGL SA1559-2             |
| 2006  | Live At The Village Vanguard, volume 1 | Paul Motian (dm)          | Chris Potter (ts), Larry Grenadier (b), Greg Osby (as), Masabumi Kikuchi (p) | The Village Vanguard, New York, 12 août 2006 & 12 octobre 2006                                     | Winter & Winter 910 133-2            |
| 2006  | Live At The Village Vanguard, volume 2 | Paul Motian (dm)          | Chris Potter (ts), Larry Grenadier (b), Greg Osby (as), Mat Maneri (viola), Masabumi Kikuchi (p)                                                                                             | The Village Vanguard, New York, 12 août 2006 & 12 octobre 2006                                     | Winter & Winter 910 143-2            |
| 2006  | Live At The Village Vanguard, volume 3 | Paul Motian (dm)          | Chris Potter (ts), Larry Grenadier (b), Greg Osby (as), Mat Maneri (viola), Masabumi Kikuchi (p)                                                                                             | The Village Vanguard, New York, 12 août 2006 & 12 octobre 2006                                     | Winter & Winter 910 172-2            |
| 2006  | Your Songs : The Music Of Elton John   | Pietro Tonolo (ss)        | Gil Goldstein (acc), Steve Swallow (b), Paul Motian (dm) | System Two Studios, Brooklyn, New York, 2 octobre 2006                                             | ObliqSound OS 506 / 823889950620     |
| 2006  | Ghosts Of The Sun                      | Bill McHenry (ts)         | Ben Monder (g), Reid Anderson (b), Paul Motian | Avatar Sudios, New York, 20 & 21 décembre 2006                                                     | Sunnyside – SSC1244                  |
| 2006  | Roses                                  | Bill McHenry (ts)         | Ben Monder (g), Reid Anderson (b), Paul Motian | Avatar Sudios, New York, 20 & 21 décembre 2006                                                     | Sunnyside – SSC1167                  |
| 2007  | Lush Life                              | Bill Charlap              | Hank Jones, Peter Martin (p) ; Elvis Costello, Dianne Reeves (voc) ; Greg Hutchinson, Paul Motian (dm) ; Rodney Jones, Russell Malone (g) ; Joe Lovano (ts) ; George Mraz, Reuben Rogers (b) | New York, 2007                                                                                     | Blue Note/EMI 7243 8 73550 2 6       |
| 2007  | Rotator                                | Michael Adkins (ts)       | Russ Lossing (p), John Hébert (b), Paul Motian (dm) | System Two Studios, Brooklyn, New York, 17 janvier 2007                                            | hatOLOGY - hatOLOGY 660              |
| 2007  | Flag Day                               | Adam Kolker (bcl, ss, ts) | John Hébert (b), John Abercrombie (g), Paul Motian (dm) | System Two, Brooklyn, New York, 14 juin 2007                                                       | Sunnyside - SSC1184                  |
| 2007  | Voices                                 | Marc Copland (p)          | Gary Peacock (b), Paul Motian (dm) | 25 septembre 2007                                                                                  | Pirouet – PIT3023                    |
| 2008  | New York Days                          | Enrico Rava (tp)          | Stefano Bollani (p), Mark Turner (ts), Larry Grenadier (b), Paul Motian (dm) | Avatar Sudios, New York, février 2008                                                              | ECM (G) 2064                         |
| 2008  | Songs From The Last Century            | Guillaume de Chassy (p)   | Daniel Yvinec (b), Paul Motian (dm), Mark Murphy (voc) | Sear Sound, New York, mars 2008                                                                    | Bee Jazz – Bee 009                   |
| 2008  | On Broadway, volume 5                  | Paul Motian (dm)          | Thomas Morgan (b), Loren Stillman (sax), Michaël Attias (sax), Masabumi Kikuchi (p) | Avatar Studios, New York, juin 2008                                                                | Winter & Winter 910 148-2            |
| 2008  | Balladeering                           | Jakob Bro (g)             | Lee Konitz (as), Bill Frisell (g), Ben Street (b), Paul Motian (dm) | Avatar Studios, New York, septembre 2008                                                           | Loveland Records - LLR012            |
| 2008  | Among Friends                          | George Garzone (ss, ts)   | Steve Kuhn (p), Anders Christensen (b),Paul Motian (dm) | Systems Two, New York, 24 septembre 2008                                                           | Stunt Records - STUCD09022           |
| 2008  | Dino                                   | Jakob Dinesen (ts)        | Paul Motian (dm), Anders Christensen (b), Kasper Tranberg (tp), Mads Hyhne (tb) | Avatar Studios, New York, 25 septembre 2008                                                        | Stunt Records – STUCD08221           |
| 2008  | New York Reflections                   | Enrico Pieranunzi (p)     | Steve Swallow (elb), Paul Motian (dm) | Birdland, New York, 30 octobre 2008                                                                | Cam Jazz - CAMJ 7838-1               |
| 2009  | Lost In A Dream                        | Chris Potter (ts)         | Jason Moran (p), Paul Motian (dm) | The Village Vanguard, New York, février 2009                                                       | ECM (G) 2128                         |
| 2009  | No Comment                             | Augusto Pirodda (p)       | Gary Peacock (b), Paul Motian (dm) | System Two Studios, Brooklyn, New York, 4 avril 2009                                               | Jazzwerkstatt – JW 113               |
| 2009  | Sunrise                                | Masabumi Kikuchi (p)      | Thomas Morgan (b), Paul Motian (dm) | Avatar Sudios, New York, septembre 2009                                                            | ECM (G) 2096                         |
| 2009  | Dear Someone                           | Anders Christensen (b)    | Aaron Parks (p), Paul Motian (dm) | 29 septembre 2009                                                                                  | Stunt Records - STUCD09122           |
| 2009  | Live at Birdland                       | Lee Konitz (as)           | Brad Mehldau (p), Charlie Haden (b), Paul Motian (dm) | Birdland, New York, décembre 2009                                                                  | ECM (G) 2162                         |
| 2009  | Owl’s Talk                             | Alexandra Grimal (ts, ss) | Lee Konitz (as), Gary Peacock (b), Paul Motian (dm) | System Two Studios, New York, 15-16 décembre 2009                                                  | Aparté Records – AP037               |

## Années 2010
| Année | Titre                        | Artiste principal     | Musiciens                                               | Enregistrement                                         | Label                        |
| ----- | ---------------------------- | --------------------- | ------------------------------------------------------- | ------------------------------------------------------ | ---------------------------- |
| 2010  | Further Explorations         | Chick Corea (p)       | Eddie Gomez (b), Paul Motian (dm)                       | Blue Note Jazz Club, New York 5 avril 2010-17 mai 2010 | Concord Jazz CJA-33364-02    |
| 2010  | Live At The Village Vanguard | Enrico Pieranunzi (p) | Marc Johnson (b), Paul Motian (dm)                      | The Village Vanguard, New York, 7 & 8 juillet 2010     | Cam Jazz - CAMJ78572         |
| 2010  | The Windmills Of Your Mind   | Paul Motian (dm)      | Bill Frisell (elg), Petra Haden (voc) Thomas Morgan (b) | Sear Sourd, New York, septembre 2010                   | Winter & Winter 910 182-2    |
| 2010  | Consort in Motion            | Samuel Blaser (tb)    | Russ Lossing (p), Thomas Morgan (b), Paul Motian (dm)   | New York, décembre 2010                                | Kind of Blue Records – 10046 |